# Jennifer Syme
Jennifer Syme (Pico Rivera, 1972. december 7. – Los Angeles, 2001. április 2.) amerikai színésznő, személyi asszisztens és lemezkiadó-vezető volt.

## Élete
Laguna Beachen nőtt fel, szülei Maria St. John és Charles Syme, kaliforniai autópálya-rendőr voltak, akik Syme születése után elváltak.
Amikor Syme elkezdte volna a középiskolát, édesanyjával Los Angelesbe költöztek. Syme fanatikusan rajongott a filmekért, különösen David Lynch munkásságáért volt oda. Scott Coffey színész és filmrendező szerint Syme 16 éves volt, amikor besétált Lynch irodájába. "Hatalmas rajongó volt, és mindent megtett volna, hogy szerepeljen a Twin Peaksben" – mondta Coffey. Syme munkát kapott Lynch cégénél, az Asymmetrical Productionsnél, ahol gyakornokként kezdett, és végül öt éven keresztül ott is dolgozott. Ő mutatta be Lynch-et sok olyan zenésznek, akiknek zenéjét a később a rendező a filmjeiben is felhasználta, és Coffey szerint Syme nagy hatással volt az 1997-es Lost Highway című film zenéjére is.
Marilyn Manson 1998-as emlékiratában, a The Long Hard Road Out of Hell-ben megemlítette, hogy megkérte Syme-ot: segítsen neki David Lynch rendezővel együtt dolgozni.
Syme színészkedett is, és Scott Coffey öt független rövidfilmjében is szerepelt. Syme később egy zenei kiadó munkatársa lett, emellett a Jane’s Addiction együttesnek, majd később a Red Hot Chili Peppers gitárosának, Dave Navarronak volt a személyes asszisztense. Az utolsó rövidfilmjét, az Ellie Parkert a 2001-es Sundance Filmfesztiválon mutatták be.
1997-ben Syme debütált a filmvásznon is egy kis szerepben, amelyet David Lynch Lost Highway – Útvesztőben című filmjében, a stáblistán "junkie girl"-ként jegyeztek. Syme-nak volt egy kis szerepe, Scott Coffey 2005-ben megjelent Ellie Parker című filmjében, amihez a 2001-es, az azonos című rövidfilmben felvett jeleneteket használta fel a rendező.
A hírek szerint Syme 1998-ban kezdett randizni Keanu Reeves színésszel, akivel egy partin ismerkedett meg, amelyet Reeves rockbandája, a Dogstar számára rendeztek. 1999. december 24-én, nyolc hónapos terhesség után, Syme megszülte Reeves-szel közös gyermekét, aki halva született. Syme és Reeves veszteség miatti gyásza megterhelte kapcsolatukat, amely néhány héttel később véget is ért. Szakításuk után is közeli barátok maradtak, és 2001-ben újra összejöttek. Syme nagyon depressziós lett, amikor nagyapja, Alfonso Diaz 2001 márciusában meghalt. Még egy kórházba is bekerült a gyász miatt, ahogy korábban is; a gyermeke halála után.
2001-ben, röviddel halála előtt, Syme beiratkozott egy filmes kurzusra a Kaliforniai Egyetemre, és lemezcégvezetőként is dolgozott.

## Halála
2001. április 1-jén este Syme részt vett egy partin a zenész Marilyn Manson otthonában. Miután másnap reggel nem sokkal hajnal előtt egy másik parti vendég hazavitte, elhagyta az otthonát, állítólag azért, hogy visszatérjen a partira. A Jeep Grand Cherokee márkájú terepjárójával belehajtott egy sor parkoló autóba a Los Angeles-i Cahuenga Boulevardon. Félig kiesett a járműből, és azonnal meghalt. 28 éves volt. Mások mellett Keanu Reeves, Dave Navarro, Scott Coffey, az Anthrax gitárosa, és Scott Ian, voltak a koporsóvivők Syme temetésén. A szertartáson részt vett David Lynch rendező is, a nő korábbi munkatársa. Syme-ot Barbra Streisand "Higher Ground" és Bette Midler "Wind Beneath My Wings" című dalára búcsúztatták, miközben Lynch a Beverly Hills-i Good Shepherd templomban Syme életéből készült pillanatképeket vetített. A lánya mellé temették el a Los Angeles-i Westwood Village Memorial Park temetőben. 2001-es Mulholland Drive – A sötétség útja című filmjét David Lynch Syme-nak ajánlotta a zárójelenetben.
Az ütközés vizsgálata megállapította, hogy Syme nem használta a biztonsági övet, és az ütközés idején ittas volt. A rendőrség talált két összetekert egydolláros bankjegyet, amelyek fehér, porszerű anyagot tartalmaztak, valamint két üveg vényköteles gyógyszert: egy izomlazítót és egy görcsoldót. Syme édesanyja elmondta a rendőrségnek, hogy lánya nemrég kezelést kért egy korábbi autóbalesetből eredő hátfájás, valamint a halva született gyermeke miatti depresszióra. Bár Syme és Keanu Reeves nem sokkal lányuk tragikus halála után szakítottak, Reeves később azt mondta a nyomozóknak, hogy újra találkozni kezdtek, és a baleset idején is együtt jártak. 2001. április 1-jén együtt reggeliztek a Crepes on Cole-ban San Franciscóban.
2002 áprilisában Syme édesanyja, Maria St. John beperelte Marilyn Mansont , akit felelősnek tartott a lánya halálért, amiért Syme-nak "különböző mennyiségű illegális anyagot adott" és "arra utasította [Syme-t], hogy cselekvőképtelen állapotban vezessen gépjárművet." Manson tagadta a felelősséget, kijelentve, hogy a per "teljesen alaptalan". Az ügyet 2003 májusában elutasították.

## Filmjei

### Színész
- Lost Highway – Útvesztőben (1997) – Drogos lány
- Ellie Parker (2001) – Castingos csaj (rövidfilm)
- Ellie Parker (2005) – Castingos csaj (Halála utáni megjelenés, utolsó szerepe)

### Gyártási asszisztens
- Hotel Room (1 rész, 1993)
- Lost Highway – Útvesztőben (1997)

## Fordítás
- Ez a szócikk részben vagy egészben  a   Jennifer Syme című angol Wikipédia-szócikk fordításán alapul.  Az eredeti cikk szerkesztőit annak laptörténete sorolja fel. Ez a jelzés csupán a megfogalmazás eredetét és a szerzői jogokat jelzi, nem szolgál a cikkben szereplő információk forrásmegjelöléseként.